# Dominio di Satsuma

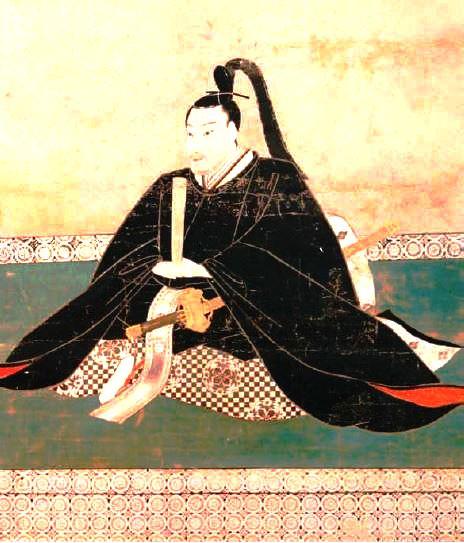
Shimazu Tadatsune, primo daimyō del dominio di Satsuma

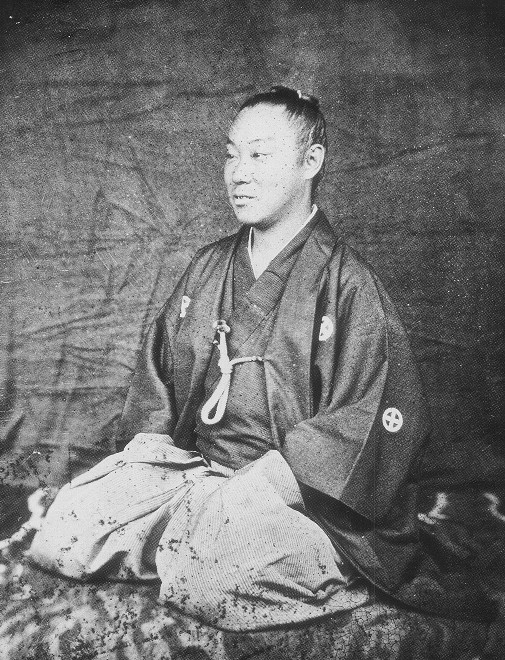
Shimazu Tadayoshi, dodicesimo e ultimo daimyō del dominio di Satsuma

Il dominio di Satsuma (薩摩藩?, Satsuma-han) fu uno dei feudi più potenti del Giappone durante il periodo Edo ed ebbe un ruolo importante nella restaurazione Meiji e nel successivo governo Meiji.

## Storia
Fu controllato durante il periodo Edo dal clan Shimazu, ed il suo territorio si estendeva per le allora province di Satsuma, Ōsumi e la parte sud-occidentale di quella di Hyūga, tutte nella regione di Kyūshū. Tale territorio abbraccia l'attuale prefettura di Kagoshima e parte di quella di Miyazaki. Avevano inoltre il Regno delle Ryūkyū come stato vassallo.
La capitale del dominio era la città di Kagoshima e la residenza degli Shimazu era il castello locale. Il suo kokudaka, misura ufficiale della produzione del dominio, per mezzo della quale si calcolava la ricchezza e il potere dello stato, fu approssimativamente di circa 770.000 koku in gran parte del periodo, il secondo più alto del paese, dopo quello del dominio di Kaga.

## Daimyo di Satsuma
- Clan Shimazu 1602-1871 (Tozama; 770.000 koku)

|    | Nome                           | Governo   |
| -- | ------------------------------ | --------- |
| 1  | Shimazu Tadatsune (島津家久?)  | 1602–1638 |
| 2  | Shimazu Mitsuhisa (島津光久?)  | 1638–1687 |
| 3  | Shimazu Tsunataka (島津綱貴?)  | 1687–1704 |
| 4  | Shimazu Yoshitaka (島津吉貴?)  | 1704–1721 |
| 5  | Shimazu Tsugutoyo (島津継豊?)  | 1721–1746 |
| 6  | Shimazu Munenobu (島津宗信?)   | 1746–1749 |
| 7  | Shimazu Shigetoshi (島津重年?) | 1749–1755 |
| 8  | Shimazu Shigehide (島津重豪?)  | 1755–1787 |
| 9  | Shimazu Narinobu (島津斉宣?)   | 1787–1809 |
| 10 | Shimazu Narioki (島津斉興?)    | 1809–1851 |
| 11 | Shimazu Nariakira (島津斉彬?)  | 1851–1858 |
| 12 | Shimazu Tadayoshi (島津忠義?)  | 1858–1871 |